# Proclamación de la República de Turquía
La proclamación de la República de Turquía (en turco: Türkiye Cumhuriyeti'nin ilanı), formalmente declarada durante la sesión de la Gran Asamblea Nacional de Turquía el 29 de octubre de 1923, significa el establecimiento definitivo de la estructura de gobierno de Turquía como una república. Este hito histórico se materializó mediante la aceptación de una propuesta de enmienda constitucional elaborada por Mustafa Kemal Pasha.
En un sentido más amplio, la proclamación de la república fue parte integral de las reformas de Atatürk destinadas a modernizar a la sociedad turca, constituyendo un movimiento revolucionario político que allana el camino para diversas renovaciones y reformas.
Junto con la «Ley sobre la Enmienda Relativa a la Modificación de Ciertas Disposiciones de la Constitución turca, Nº 364, con fecha 29 de octubre de 1339 (1923)», se realizaron modificaciones en seis artículos (1, 2, 4, 10, 11 y 12) de la Constitución turca de 1921; el primer artículo se modificó de la siguiente manera:
«La soberanía pertenece incondicionalmente a la nación. El método administrativo se basa en el principio de la administración directa y real de los asuntos del pueblo por el propio pueblo. La forma de gobierno del estado turco es una república».
Los cambios realizados en otros artículos de la constitución establecieron la presidencia; se preveía que el presidente sería elegido por la Gran Asamblea Nacional de Turquía de entre sus miembros, y se alteró el procedimiento para la formación del gobierno. En cuanto a la estructura organizativa del gobierno, se produjo un cambio del sistema de gobierno de la asamblea a un sistema parlamentario.

## Antecedentes
El Imperio otomano estuvo gobernado por una monarquía absoluta hasta el año 1876. Durante este período, la institución del sultanato ejercía una soberanía absoluta sobre la población. Aunque las discusiones sobre la ideología republicana comenzaron con la era del Tanzimat, los intelectuales otomanos consideraron suficiente el establecimiento de una monarquía constitucional y no hubo un impulso ni una demanda de una forma más avanzada de gobierno. El Imperio otomano fue administrado constitucionalmente bajo una monarquía constitucional desde 1876 hasta 1878 y nuevamente desde 1908 hasta 1918.
Tras la conclusión de la Primera Guerra Mundial, que resultó en el colapso del Imperio otomano, la Campaña Nacional iniciada bajo el liderazgo de Mustafa Kemal Pasha declaró explícitamente, desde sus primeros años, que a partir de entonces prevalecería la voluntad popular en el gobierno. El tercer artículo de la proclamación emitida el 23 de julio de 1919, después del Congreso de Erzurum, que establecía: «Es esencial hacer efectivas las fuerzas nacionales y predominante la voluntad nacional», reflejaba esta comprensión.
Para manifestar concretamente la voluntad nacional, se convocó un parlamento en Ankara el 23 de abril de 1920, bajo el nombre de Gran Asamblea Nacional, después de la ocupación de Estambul, y la Cámara de Diputados fue disuelta. El presidente de la asamblea de 390 miembros, dotado de poderes extraordinarios, tuvo la tarea simultánea de liderar el gobierno y de servir como jefe de Estado.
La Constitución turca de 1921, adoptada por la asamblea el 20 de enero de 1921 y que funcionaba como una constitución, declaró que la soberanía pertenecía a la nación turca. Como reacción contra la representación continua del gobierno del sultanato otomano como representante de la nación turca, el 1 de noviembre de 1922 la asamblea decidió abolir el sultanato otomano.
Después de la decisión de renovar las elecciones de la primera asamblea, llevando a su disolución el 1 de abril de 1923, comenzaron los preparativos para una nueva constitución bajo la dirección de Mustafa Kemal hasta la convocatoria de la nueva asamblea. La constitución existente afirmaba que la soberanía nacional pertenecía a la nación turca y que la autoridad para representar esta voluntad estaba delegada a la asamblea en nombre de la nación, pero no especificaba la forma de gobierno ni la capital. Durante la preparación de la nueva constitución, Mustafa Kemal participó en discusiones con quienes lo rodeaban sobre la proclamación de la república. En una declaración que hizo a un corresponsal del periódico austriaco Neue Freie Presse el 22 de septiembre de 1923, y que se resumió por primera vez en turco en el periódico İkdam, Mustafa Kemal introdujo explícitamente el término «república» en respuesta a la pregunta del corresponsal, generando reverberaciones significativas tanto a nivel nacional como internacional. En octubre de 1923, İsmet Pasha y un grupo de diputados presentaron un proyecto de ley a la Gran Asamblea Nacional proponiendo que Ankara fuera reconocida como el sede del gobierno. Con la promulgación de esta ley de un solo artículo el 13 de octubre de 1923, que designaba oficialmente a Ankara como la capital, se resolvieron los acalorados debates sobre el centro de gobierno en Estambul, y se dio un paso crucial hacia la proclamación de la república.

## Evolución

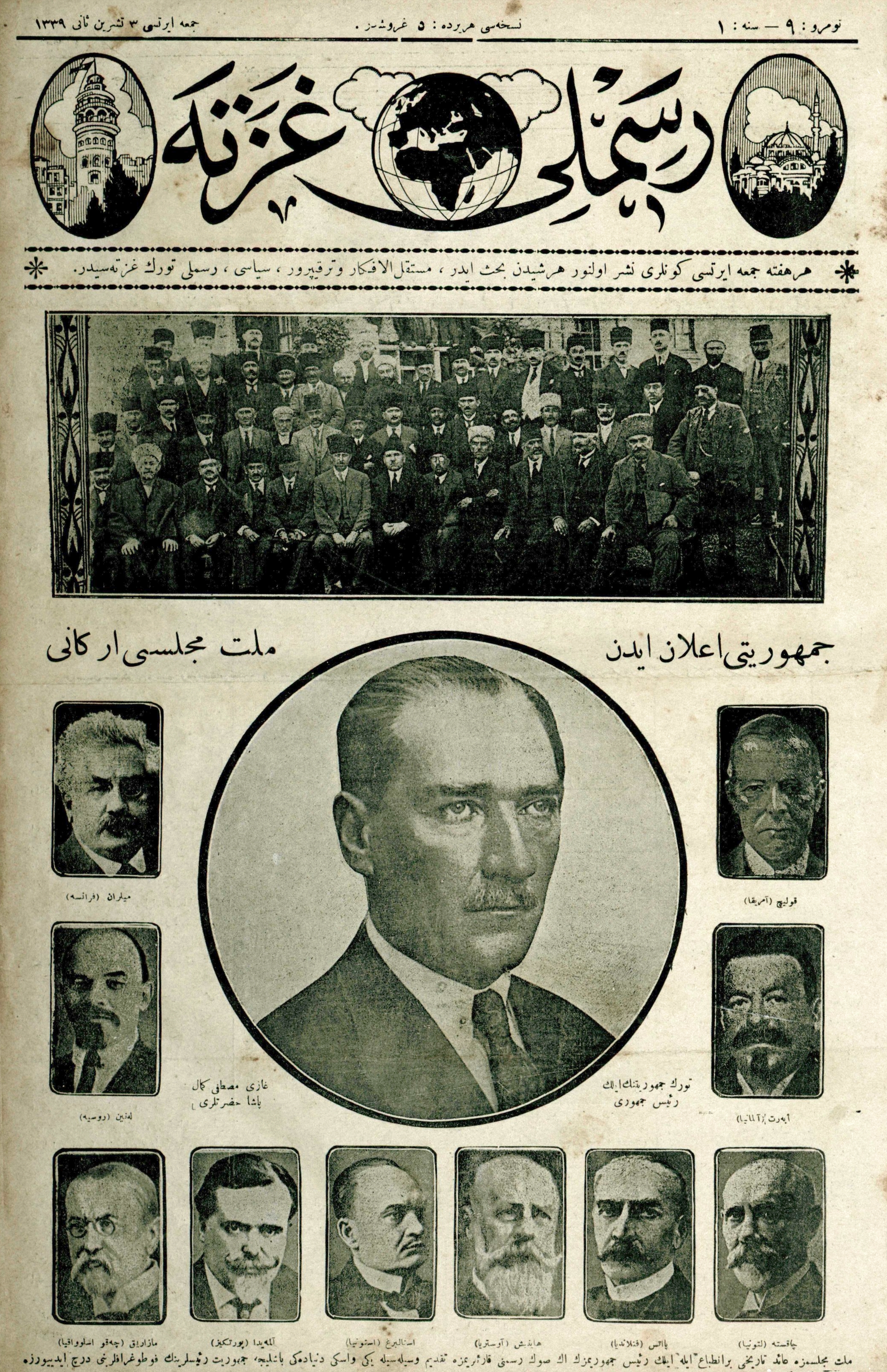
La declaración de la república en un periódico fechado el 3 de noviembre de 1923

### Crisis gubernamental
A partir del 1 de noviembre de 1922, el país ya desprovisto de un sultanato, estaba gobernado por un sistema parlamentario. En este sistema gubernamental, donde cada ministro era elegido por el parlamento, se llegó a una forma de gobierno en la que individuos incompatibles se unieron. Además, se produjeron debates prolongados para cada ministerio. Los miembros del recién formado comité ejecutivo, establecido después de la elección del nuevo parlamento, expresaron dificultades para trabajar en estas condiciones. La debilidad del gobierno se hizo evidente el 23 de octubre. Fethi Bey, quien también era el presidente del comité ejecutivo, expresó la intención de renunciar al Ministerio del Interior a favor de Ferit Tek Bey (Ahmet Ferit Tek). Sin embargo, el parlamento rechazó esta propuesta y eligió a Sabit Bey (Mehmet Sabit Sağıroğlu), diputado de Erzincan. De manera similar, el vicepresidente de la Gran Asamblea Nacional, Ali Fuat Bey, expresó el deseo de renunciar, nominando a Yusuf Kemal Bey (Yusuf Kemal Tengirşenk) como su reemplazo. Sin embargo, el parlamento no aceptó esto y eligió a Rauf Bey.
En respuesta a esta situación, Mustafa Kemal, presidente del parlamento, convocó al gobierno la noche del 25 de octubre de 1923 en Çankaya. Durante la reunión, se decidió que el comité ejecutivo presentaría su renuncia y no participaría en el nuevo comité ejecutivo recién elegido. Así, se creó una crisis gubernamental que llevaría a la declaración de la república.

### Propuesta de enmienda constitucional
Después de que la renuncia del comité ejecutivo se leyera en la Gran Asamblea Nacional el 27 de octubre, comenzaron los esfuerzos para establecer un nuevo comité ejecutivo. Sin embargo, los intentos de la oposición de formar un nuevo gobierno no dieron resultados. El 28 de octubre, durante una cena en la Mansión Çankaya a la que asistieron İsmet Pasha, Fethi Bey, Kazım Pasha, Kemalettin Sami Pasha, Halit Pasha, Fuat de Rize y Ruşen Eşref Bey de Afyon, organizada por Mustafa Kemal Pasha, se discutieron las posibles soluciones a la crisis del gabinete, y Mustafa Kemal Pasha informó a sus invitados: «¡Caballeros, mañana declararemos la república!». Después de la cena, Mustafa Kemal Pasha e İsmet Pasha prepararon juntos el proyecto de ley.

### Reunión del Grupo del Partido Popular
En la mañana del 29 de octubre de 1923, el Grupo del Partido Popular se reunió en el parlamento para discutir el cambio de gabinete. Cuando las discusiones llegaron a un punto muerto, se decidió asignar a Mustafa Kemal Pasha la resolución del problema. Solicitando una hora para encontrar una solución, Mustafa Kemal tomó la palabra una hora después, expresando que si la forma de gobierno se convertía en una república, no habría crisis gubernamentales y para esto, el régimen necesitaba ser reconocido oficialmente como una república y la estructura de gobierno debía organizarse en consecuencia. Presentó la propuesta de enmienda constitucional. Después de los discursos durante la reunión del Grupo del Partido Popular, la propuesta se leyó en su totalidad y luego cada artículo se leyó y aceptó por separado.

### Sesión parlamentaria
Inmediatamente después de la reunión del Grupo del Partido Popular, comenzó la sesión parlamentaria. Mientras el parlamento estaba ocupado en otros asuntos, el proyecto de ley propuesto fue examinado formalmente y documentado por el Comité Constitucional. La ley, acompañada de numerosos aplausos de los oradores y gritos de «¡Viva la República!» durante sus discursos, fue aceptada. Posteriormente, se llevó a cabo una elección presidencial y con el voto unánime de 158 miembros, Gazi Mustafa Kemal, diputado de Ankara, fue elegido presidente.